# Plaza Santa Cecilia (Tijuana)
La plaza Santa Cecilia es un espacio cultural y andador comercial, ubicado entre las calles Primera y Segunda en la Zona Centro de Tijuana, Baja California. Su nombre obedece a la presencia de una pequeña estatua de Santa Cecilia, patrona de los músicos, los cuales resaltan por su presencia en el lugar.

## Historia
La plaza, que en realidad es una calle diagonal, en sus inicios era conocida como Callejón o Avenida Argüello y estaba abierta al tráfico vehicular, en ambos sentidos. Anterior a su relevancia comercial y cultural, sirvió como estación del tranvía que venía de San Diego, esto durante la década de 1910. Con el paso de los años se fueron estableciendo diversos comercios en el área promovidos por su proximidad con la Avenida Revolución.
Su inauguración como Plaza fue el 22 de noviembre de 1980 por el entonces gobernador, del Estado de Baja California, Roberto de la Madrid Romandía y su esposa, Elena Victoria de la Madrid, con el objetivo de contar con un sitio turístico, ofrecer una mejor imagen y para dar a conocer “lo más preciado de nuestra cultura y nuestras costumbres”. De esta manera, la plaza surge como la Plazuela del Mariachi y, a partir de entonces, el tránsito solo fue peatonal.

## Reglamentación del Centro Turístico Santa Cecilia
El 30 de septiembre de 1983, por reglamento del Presidente Municipal Roberto Andrade Salazar, el funcionamiento del Centro Turístico Plaza “Santa Cecilia”, quedó a cargo del Comité de Turismo y Convenciones del municipio de Tijuana. El Comité pondría a disposición de los conjuntos musicales las instalaciones de la Plaza, para que estos expusieran el folklor musical nacional al público mexicano y extranjero. Los grupos musicales de mariachis, conjuntos de baile, norteños, de tambora de Sinaloa, Banda municipal y cantantes o solistas, se presentarían por el día o por la noche. El Comité designaría un Jurado Calificador para elegir a los Conjuntos que se presentarían en la Plaza.
Con el objetivo de visibilizar la cultura musical mexicana, los grupos elegidos para presentarse en la Plaza Santa Cecilia, debían reunir los siguientes requisitos:
- Guardar el orden, la buena imagen y conservación de la Plaza.
- Estar provistos de la indumentaria folklórica de acuerdo al tipo de música a interpretar.
- Contar con la representación de una persona responsable que cumpla los acuerdos y determinaciones del Comité de Turismo y Convenciones.
- Contar con un número no menor de siete elementos.
- Estar dispuestos a prestar sus servicios en forma rotativa y gratuita al Comité de Turismo y Convenciones, durante tres horas mensuales en la Plaza Santa Cecilia, con el fin de promover el turismo.

La relación entre los grupos musicales con el Ayuntamiento y el Comité se restringía a facilitar sus servicios en la Plaza, así como en la observación de tarifas justas al público. Para mantener la vigilancia de la Plaza, el Comité contaría con el apoyo de la Dirección de la Policía y Tránsito Municipal, y con la Dirección de Obras y Servicios Públicos Municipales, para el mantenimiento y mejoramiento de dicha Plaza.
Los intentos de reglamentación y mantenimiento de la Plaza no evitaron que para principios de la década de 1990 se encontrará llena de basura, borrachos tirados, plantas secas y refugio de indigentes, prostitutas y drogadictos, por lo que, a finales de 1999 fue remozada para recibir el nuevo siglo.

## Cultura y comercio

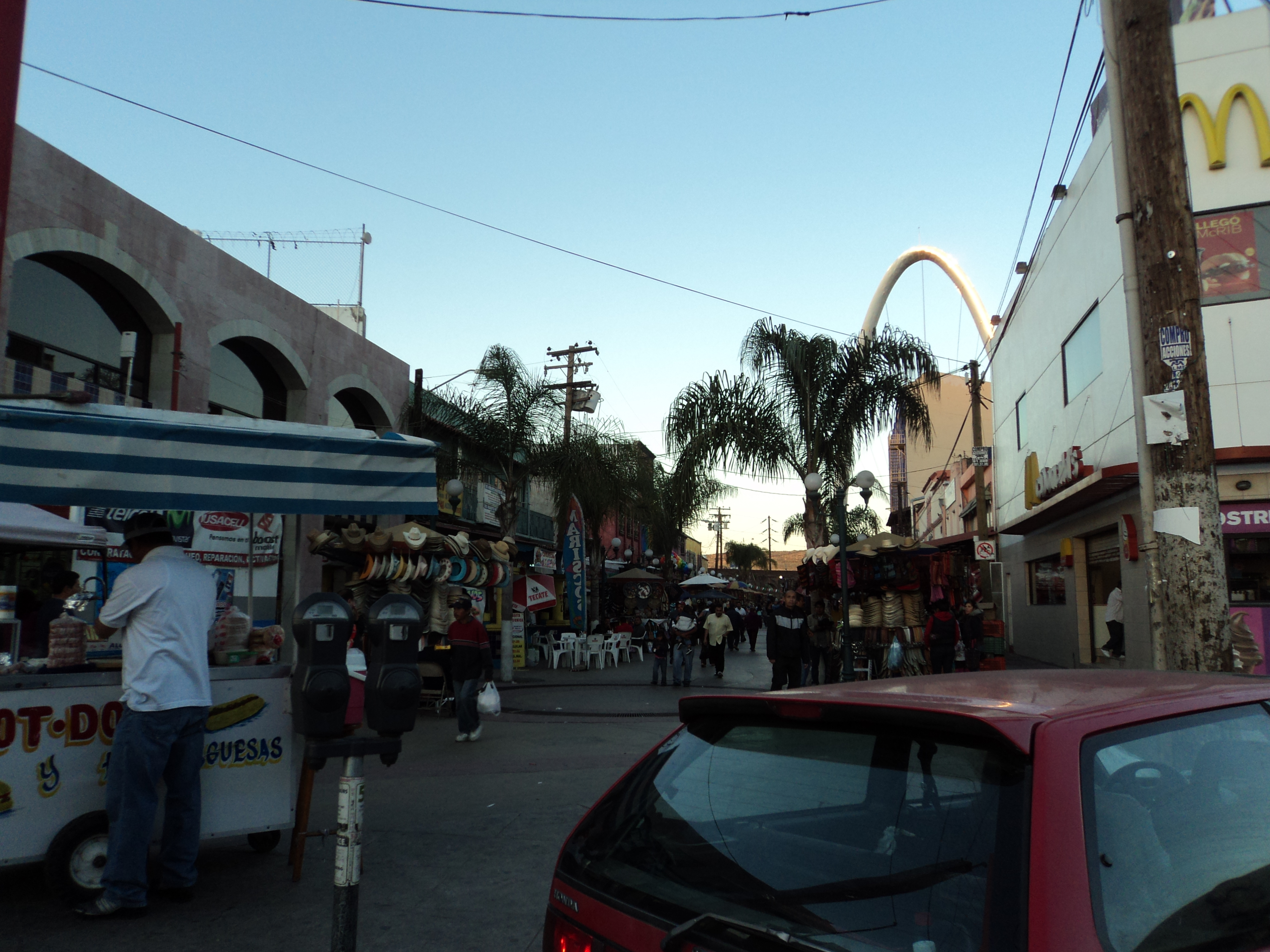
Vista de la Plaza Santa Cecilia

La plaza matizada por la presencia de bares, cantinas y hoteles (destacando el Hotel Nelson) comparte su espacio con el comercio étnico y cultural, formal y ambulante, donde las mujeres de ascendencia indígena, principalmente mixtecas que en principio ofrecían sus productos sobre la Avenida Revolución, pero las cuales fueron reubicadas en la Plaza Santa Cecilia, por el gobierno municipal, marginándolas del espacio público que utilizaban. Aunque las condiciones de trabajo de estas mujeres no eran las adecuadas para la venta de sus artesanías, manteniéndose a voluntad de los locatarios para el resguardo de sus productos, su presencia y labor contribuyó en el mejoramiento de la imagen del lugar y en la atracción turística.
La plaza Santa Cecilia fue objeto de una nueva remozada en el año 2002, con motivo del CXIII aniversario de la ciudad. El ayuntamiento realizó los trabajos con el objetivo de ofrecer una mejora imagen urbana para los turistas. Destacan entre los cambios realizados la construcción de pequeños kioscos donde se reubicó a las vendedoras ambulantes, para que contarán con un espacio fijo para el resguardo de sus artesanías. Además, se mejoró la iluminación y se procuró mayor presencia policiaca para garantizar la seguridad de la plaza.
La actividad musical, al ser el catalizador turístico del lugar, se ha mantenido como el principal atractivo, por lo que, para la oferta musical se construyó una explanada. La plaza ha diversificado su oferta cultural permitiendo realizar en ella actividades relacionadas con ferias, exposiciones de libros y artesanías, alimentos, bebidas, arte, construcción, caninas, vehículos automotores, actividades tecnológicas, productivas y textiles.